# Trenutek resnice
Trenutek resnice je slovenska televizijska igra, ki jo je predvajala televizijska postaja TV3. Vodil jo je Jonas Žnidaršič. Posneta je bila po licenci kolumbijske oddaje Nada más que la verdad produkcijske hiše Lighthearted Entertainment. Odvrteli sta se dve sezoni v letih 2009 in 2010.
Za scenografijo je poskrbela Mateja Medvedić, režiral je Klemen Dvornik.
Poligrafist je bil Romeo Vrečko, ki je taisto delo opravljal tudi za hrvaško različico Trenutak istine. Ameriški strokovnjak James Allan Matte ga je uspešno tožil zaradi plagiatorstva.

## Pravila
Voditelj je tekmovalcu zastavil 21 osebnih vprašanj, na katere je odgovoril z »da« ali »ne«. Resničnost odgovorov so pred oddajo preverili s poligrafskim testiranjem. Tekmovalec je napredoval po lestvici denarnih nagrad, dokler je odgovarjal po resnici. Glavna nagrada je znašala 50.000 evrov. Po zaključeni stopnji je tekmovalec lahko pobral denar. V studiu so družinski članki in prijatelji lahko s pritiskom na rdeči gumb ustavili odgovor na eno vprašanje, vendar ne na šesti stopnji. Izločeno vprašanje se je nadomestilo z novim.

### Lestvica denarnih nagrad
| Stopnja | Št. vprašanj | Denarna nagrada |
| ------- | ------------ | --------------- |
| 1       | 6            | 1.000 €         |
| 2       | 5            | 2.500 €         |
| 3       | 4            | 5.000 €         |
| 4       | 3            | 10.000 €        |
| 5       | 2            | 25.000 €        |
| 6       | 1            | 50.000 €        |

## Sezone
| Sezona | Št. epizod | Prvič predvajano na TV3   |
| ------ | ---------- | ------------------------- |
| 1      | 12         | 6. april – 22. junij 2009 |
| 2      | 13         | 8. marec – 31. maj 2010   |

## Tekmovalci

### Sezona 2
- 1. oddaja (08.03.2010) - Artur Štern
- 2. oddaja (15.03.2010) - Artur Štern in Boris Kosec
- 3. oddaja (22.03.2010) - Miha Vavpotič in Patrick Bangoura
- 4. oddaja (29.03.2010) - Karl Turk
- 5. oddaja (05.04.2010) - Karl Turk in Sandra Brilj
- 6. oddaja (12.04.2010) - Sandra Brilj in Matteo Laporta
- 7. oddaja (19.04.2010) - Stane Vegi
- 8. oddaja (26.04.2010) - Stane Vegi in Boris Voga
- 9. oddaja (03.05.2010) - Primož Junež
- 10. oddaja (10.05.2010) - Stanko Sedlan in Martina Hraščanec
- 11. oddaja (17.05.2010) - Sonja Šoukal
- 12. oddaja (24.05.2010) - Lidija Rupar

Vir

## Odzivi v medijih

### Sezona 1
Mladina je oddajo, sicer zgrajeno kot kviz, primerjala s Kmetijo. Opisala jo je kot psihološko študijo slovenstva, »kjer slaven postaneš tako, da priznaš, da si točno to, česar se družba hoče znebiti. In če ti je usojeno, še malo zaslužiš. Seveda v zameno za osebno integriteto. Tako gostje kot voditelj.«
Miha Mazzini je za Sobotno prilogo napisal, da je nagrada v primerjavi s tujino precej borna, oddaja pa dolgočasna. Ni mu bilo všeč, da Jonas Žnidaršič za razliko od voditeljev tujih različic ni oster do tekmovalcev. Pri Dvornikovi režiji so ga zmotili ignoriranje odzivov občinstva, neprimerni kadri, npr. zdolgočaseni ljudje, in pa izpuščena dobra priložnost za ustvarjanje napete družinske drame.
Na Dnevniku, kjer so pridobili informacijo o Vrečkovem plagiatu, so opozorili, da sama naprava ne pove ničesar in da mora biti poligrafist poštena in zaupanja vredna oseba.

## Gledanost

### Sezona 1
Prvo oddajo si je po podatkih agencije AGB Nielsen ogledalo 39,6 odstotkov vseh gledalcev pred TV.